# Бюрон, Николь де
Николь де Бюрон (12 января 1929, Тунис — 11 декабря 2019, Париж) — французская писательница.

## Биография и творчество
Де Бюрон родилась в 1929 году в Тунисе, главном городе одноимённой страны, которая была в то время французской колонией. Сначала она работала в журнале «Marie Claire», позже начала писать романы.
Романы де Бюрон пользовались популярностью во Франции на протяжении долгого времени. Уже её роман 1958 года «Les Pieds sur le bureau» был отмечен премией Куртелена. Спустя почти полвека Николь де Бюрон стала третьим по продаваемости французским автором по итогам книжной торговли за 2003 год. В промежутке между этими датами она написала несколько романов и сценариев.
В 2019 году писательница скончалась в Париже в глубокой старости. Она была матерью двух дочерей.
Большинство произведений Николь де Бюрон сочетают в себе юмор и автобиографические элементы. По состоянию на 2020 год, на русский язык было переведено только одно произведение писательницы.